# Старооскольский завод электромонтажных изделий
Старооскольский завод электромонтажных изделий — советское и российское предприятие, расположенное в городе Старый Оскол. Основано в 1980 году. Специализируется на производстве электромонтажного оборудования для энергетической отрасли. Входит в перечень системообразующих предприятий Белгородской области и ведущих предприятий Старого Оскола.

## История
Строительство завода было завершено 1 июня 1980 года. Первоначально предприятие подчинялось тресту «КМАэлектромонтаж», а в 1982 году было передано в ведение треста «Электромонтажконструкция» Главэлектромонтажа.
В 1980-е годы предприятие занималось изготовлением пакетов труб, троссовых заготовок различных диаметров, блоков кабельных конструкций, протяжных ящиков, зажимов троссовых, муфт натяжных, держателей шин заземления, перемычек, в дальнейшем смонтированных в кабельных тоннелях Оскольского электрометаллургического комбината. В 1982—1989 годах на заводе также собирали электропомещения КЭМЗ (комплект электромонтажный модульного здания) для промышленных модулей типа «Кисловодск», «Канск» и «Молодечно». Также некоторое время производилась сборка контактной линии для скоростного трамвая. В 1987 году началось производство товаров народного потребления.
В 1990-е годы был освоен выпуск низковольтных комплектных устройств и кабельных сборных конструкций.
В 1992 году завод был преобразован в открытое акционерное общество и вошёл в концерн «Электромонтаж». В 1996 году завод был переименован в ОАО «СОЭМИ».
В 2000-х годах завод неоднократно входил в рейтинг лучших предприятий строительного комплекса России, побеждал в конкурсах «1000 лучших предприятий России», «Российская организация высокой социальной эффективности», «100 лучших товаров России».
В 2001 году был начал выпуск учётно-распределительных щитков, устройств автоматического включения резерва, ящиков управления освещением, шкафов управления наружным освещением, нестандартных НКУ 0,4 кВ.
В 2002 году начат серийный выпуск магистрального и троллейного шинопроводов, а в 2006 году — распределительного шинопровода.
В 2004 году запущен цех горячего цинкования металлических изделий.
В 2005 году начат выпуск перфорированных лотков, а также производство НКУ по индивидуальным схемам с применением аппаратуры компаний «Schneider Electric», «ABB», «Siemens».
В 2008 году был освоен выпуск распределительных устройств 6-10 кВ.
В 2010 году освоен выпуск главных распределительных щитов с применением корпусов сборных металлических (КСМ) собственного производства.
В 2013 году на предприятии был начат серийный выпуск комплектных (КТП) и распределительных (РТП) трансформаторных подстанций с применением ранее выпускаемых камер сборных одностороннего обслуживания и главных распределительных щитов НКУ.
В 2020 году завод вошёл в список системообразующих предприятий Белгородской области.
В 2021 году предприятие присоединилось к национальному проекту «Производительность труда».
Предприятие является членом Ассоциации «Росэлектромонтаж».

## Руководство и собственники
На 2021 год собственниками предприятия являются Борис Иванович Коваленко (96,97 % акций) и бывший гендиректор, член совета директоров Александр Иполитович Емельяненко (2,9 % акций).
Директорами предприятия в разные годы были:
- Бредихин В. А. (1980—1981)
- Чупаков Г. П. (1981—1985)
- Шуваев И. С. (1986—1988)
- Маценко А. П. (1988)
- Мартынов С. А. (1988—1989)
- Емельяненко А. И. (1989—2020)
- Диденко Н. А. (с 2020)

## Финансовые показатели
Выручка предприятия за 2020 год составила 420 млн руб., чистый убыток — 4,97 млн руб.
Финансовые показатели предприятия за 2011—2020 годы:
| Год            | 2011   | 2012  | 2013   | 2014   | 2015   | 2016   | 2017   | 2018  | 2019   | 2020   |
| -------------- | ------ | ----- | ------ | ------ | ------ | ------ | ------ | ----- | ------ | ------ |
| Выручка        | 624,89 | 649,9 | 455,53 | 568,97 | 625,55 | 698,53 | 671,04 | 623,4 | 519,84 | 420,02 |
| Чистая прибыль | 88,27  | 44,61 | 32,68  | 43,78  | 66,11  | 43,06  | 13,29  | 10,61 | 14,91  | — 4,97 |